# Escut de Lesotho
L'escut de Lesotho es va adoptar arran de la independència d'aquest estat africà, proclamada el 4 d'octubre del 1966. Fou modificat el 2006 en la seva aparença actual, amb un lleuger canvi de colors.
Té la forma típica dels escuts defensius basotho i hi figura un cocodril d'atzur bellugant sobre un camper de gules; el cocodril és el símbol de la dinastia reial basotho i ja apareixia a l'escut de l'antic protectorat britànic de Basutoland.
Acoblats darrere l'escut hi ha un ceptre de plomes d'estruç posat en pal i una llança i una maça del tipus knobkierie passades en sautor. Suporten l'escut dos cavalls basotho, un a cada banda. Tant l'escut com els cavalls descansen sobre una terrassa on es representa l'altiplà del Thaba Bosiu, damunt el qual es va aixecar la ciutadella de Moshoeshoe I, fundador del Regne de Lesotho. A la base de la terrassa hi figura una cinta amb el lema nacional en sesotho: KHOTSO, PULA, NALA ('Pau, pluja, prosperitat').

## Escuts utilitzats anteriorment

Escut originari del Regne de Lesotho (1966-2006)